# Dennis Allison
Pas d'image ? Cliquez ici

a Compétitions nationales et continentales officielles uniquement.

b Matchs officiels uniquement.
Dernière mise à jour le 12 février 2024.
Dennis Fenwick Allison est né le 20 avril 1931 à Tynemouth, en Angleterre. C’est un ancien joueur de rugby à XV, qui a joué avec l'équipe d'Angleterre, évoluant au poste d'arrière.
Dennis Allison participa au Tournoi des cinq nations 1957, qui vit l'Angleterre remporter le grand chelem, son premier depuis les années 1920.

## Carrière
Dennis Allison a disputé son premier test-match le 21 janvier 1956, à l’occasion d’un match contre l'équipe du pays de Galles, et le dernier contre l'équipe d'Écosse, le 15 mars 1958.

## Palmarès
- 7 sélections avec l'équipe d'Angleterre, dont 4 fois capitaine en 1959
- 15 points
- 5 pénalités
- Sélections par année : 4 en 1956, 1 en 1957, 2 en 1958
- Tournois des Cinq Nations disputés : 1956, 1957, 1958
- Grand Chelem 1957